# Ira Wohl
Ira Wohl est un réalisateur américain né en 1944.

## Biographie
Ira Wohl est surtout connu pour son long métrage Best Boy qui a été récompensé en 1980 par l'Oscar du meilleur film documentaire.

## Filmographie
- 1972 : Co-Co Puffs (court métrage)
- 1979 : Best Boy
- 1986 : Jay Leno and the American Dream (téléfilm)
- 1997 : Best Man: 'Best Boy' and All of Us Twenty Years Later
- 2006 : Best Sister